# Dopplergramme
Ne doit pas être confondu avec Échographie Doppler.
Pour les articles homonymes, voir Doppler.

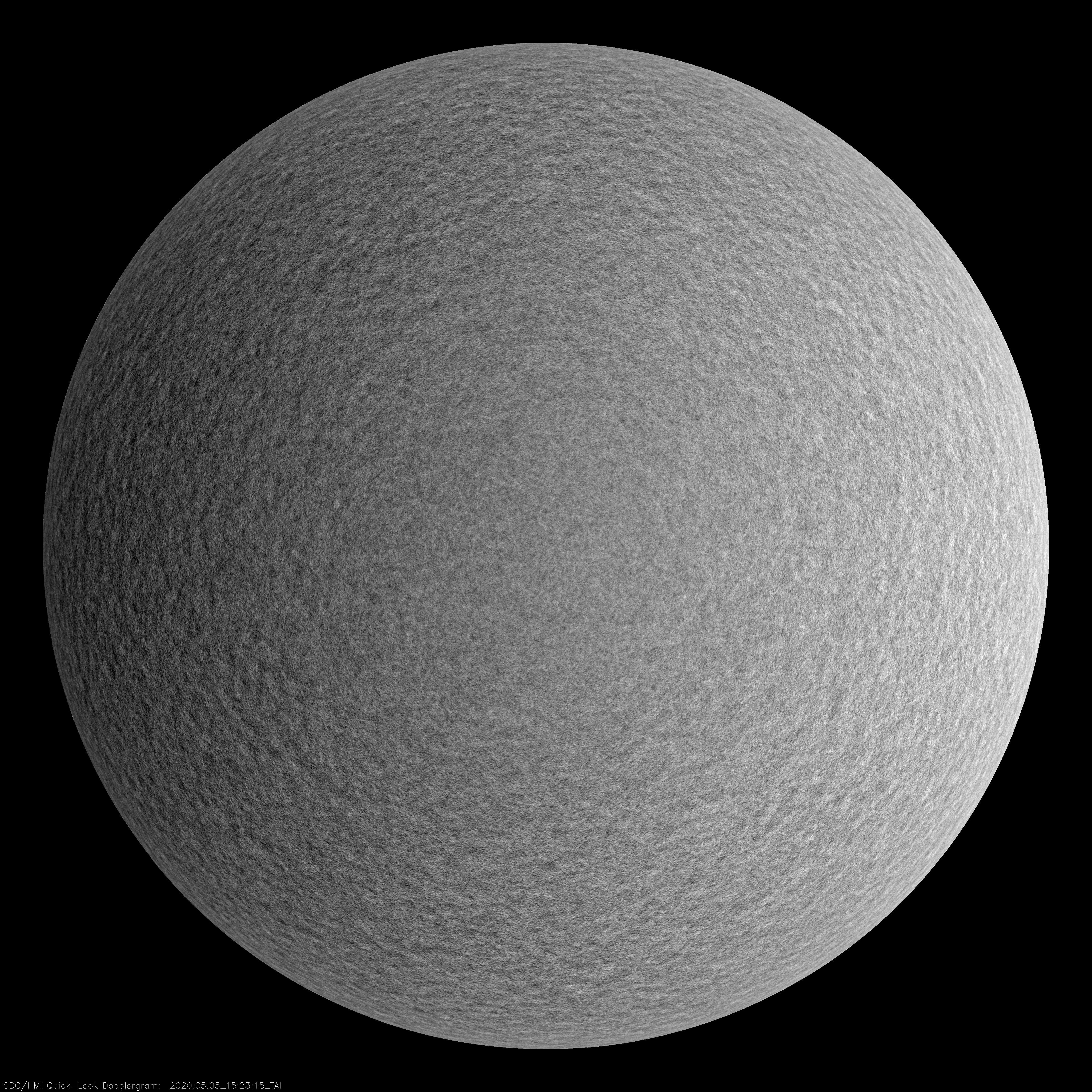
Dopplergramme du Soleil tel que représenté par l'observatoire SDO. Les tons de gris sur l'image représentent la vitesse. Les zones sombres s'approchent de nous et les zones claires s'éloignent.

En astronomie, le dopplergramme (ou dopplergraphe) est une cartographie de la vitesse de la surface d’une étoile. Généralement bidimensionnelles, ces images en fausses couleurs indiquent la vitesse à laquelle les zones étudiées s’éloignent ou s’approche de l’observateur.
En d’autres termes, il est possible d’observer les soulèvements et affaissements de la surface. Comme son nom le suggère, le dopplergramme est une image formée en se basant sur l’effet Doppler. Elle ne renseigne que sur la vitesse dans la direction de la ligne de visée de l’observateur. En plus des mouvements de surface, la rotation globale de l'astre induit un effet Doppler différentiel supplémentaire : pour le cas du Soleil, les dopplergrammes relèvent une vitesse de rotation d'environ 2 km/s.

## Principe
La lumière émise par le plasma de la chromosphère est décalée vers le rouge ou vers le bleu selon la direction de déplacement par rapport à l’instrument imageur. Chaque zone de l’image, ou pixel, est alors étudiée à l’aide d’un spectromètre pour déterminer le décalage des raies spectrales de la lumière reçue. La vitesse de rapprochement ou d'éloignement associée est alors déduite par effet Doppler.

## Intérêt scientifique
Comme le reste des cartographies, des observations et des mesures faites sur le Soleil, le dopplergramme contribue à l'héliophysique et à la météorologie spatiale.
Le dopplergramme permet notamment d'observer la granulation solaire et son caractère convectif.

## Mise en pratique
L’observatoire spatial SDO (Solar Dynamic Observatory) dispose d’un imageur capable de produire des dopplergrammes. Cette carte Doppler du Soleil complète les autres images que propose en temps réel le SDO (cartographie visible, UV, magnétique…). Les images sont actualisées plusieurs fois par jour et sont mises à disposition gratuitement par la NASA.